# فولکسفلد
فولکسفلد (به آلمانی: Volkesfeld) یک شهر در آلمان است که در ماین-کبلنتس واقع شده‌است. فولکسفلد ۵۸۰ نفر جمعیت دارد.